# Ahmad Sandschar

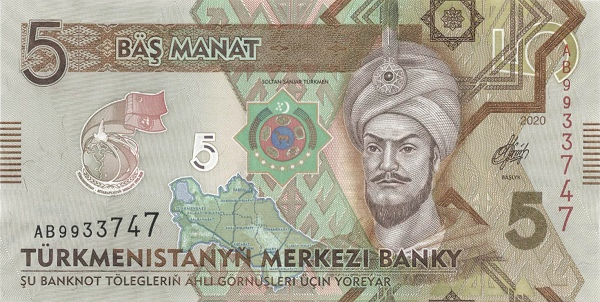
Darstellung auf einer Banknote von Turkmenistan

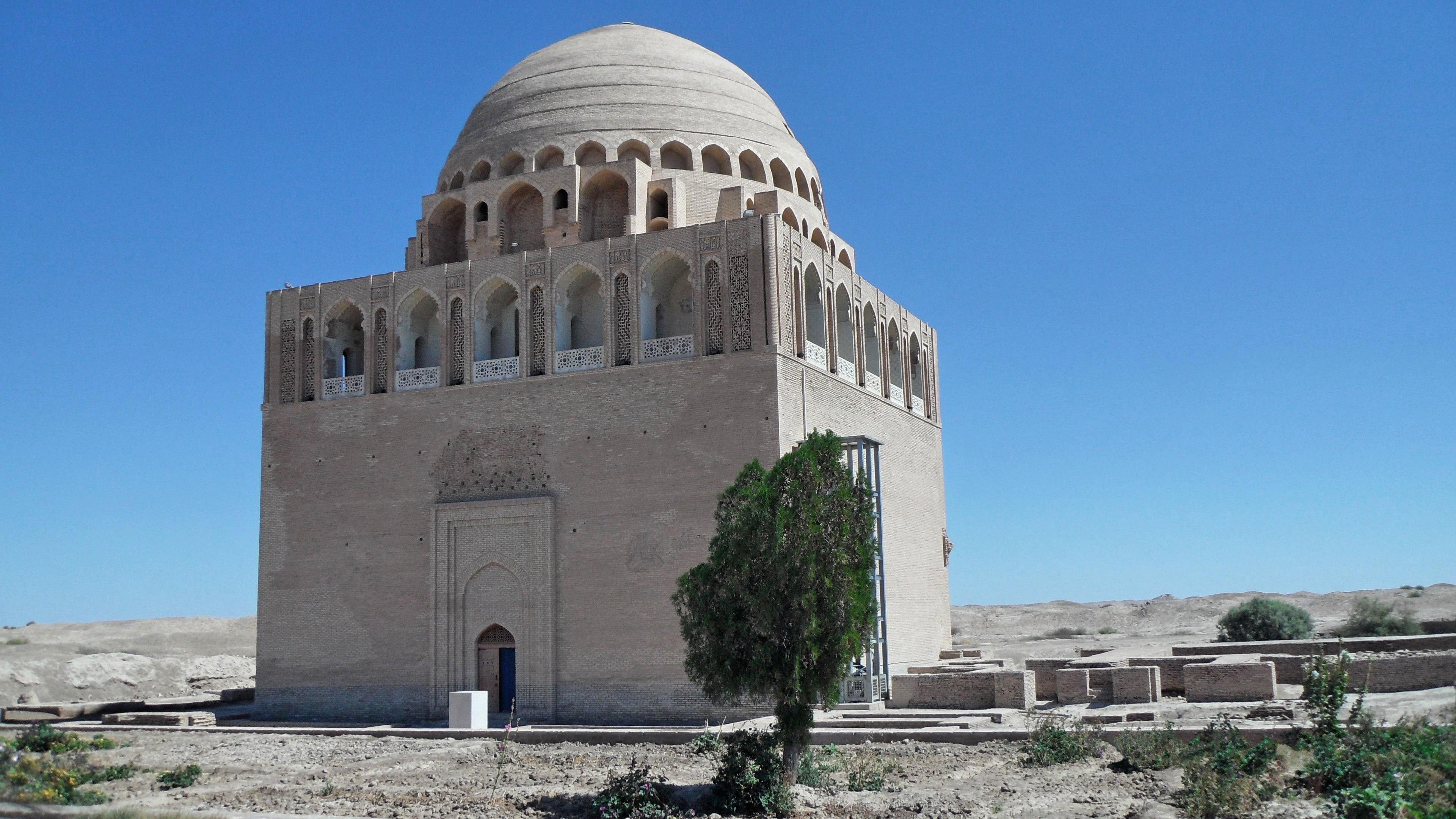
Sultan-Sandschar-Mausoleum in Merw

Muizz ad-Dunya wa-d-Din Abu l-Harith Ahmad Sandschar, kurz Sandschar (Sanǧar) (persisch معز الدنيا والدين أبو الحارث أحمد سنجر, DMG Muʿizz ad-Dunyā wa-’d-Dīn ʾAbū ’l-Ḥāriṯ ʾAḥmad Sanǧar, * 27. November 1084 oder 5. November 1086 in Sindschar; † 8. Mai 1157) war von 1118 bis 1157 der letzte Sultan der Seldschuken, welcher als Dynastieoberhaupt sowohl über den Irak als auch über Iran herrschte. Nach seiner sehr langen und erfolgreichen Regierungszeit ging die Kontrolle über die östlichen Reichsteile verloren und die Großseldschuken sanken zu einer von vielen (westiranischen) Lokalmächten herab.

## Leben

### Herkunft
Er war der jüngste Sohn des Sultans Malik-Schah I. und dessen Konkubine Tadsch al-Dīn Khātūn al-Safarriyya und kam um 1085 während eines Feldzuges seines Vaters bei Sincar auf die Welt. Nach dem Tod seines Vaters 1092 brach zwischen ihm und seinen Brüdern bzw. Halbbrüdern Mahmud, Berk-Yaruq, Muhammad Tapar und Onkeln Tutusch, Arslan Arghun ein Streit um die Nachfolge aus und eine Abfolge von Rebellionen erschütterte das Reich.

### Statthalter von Chorasan

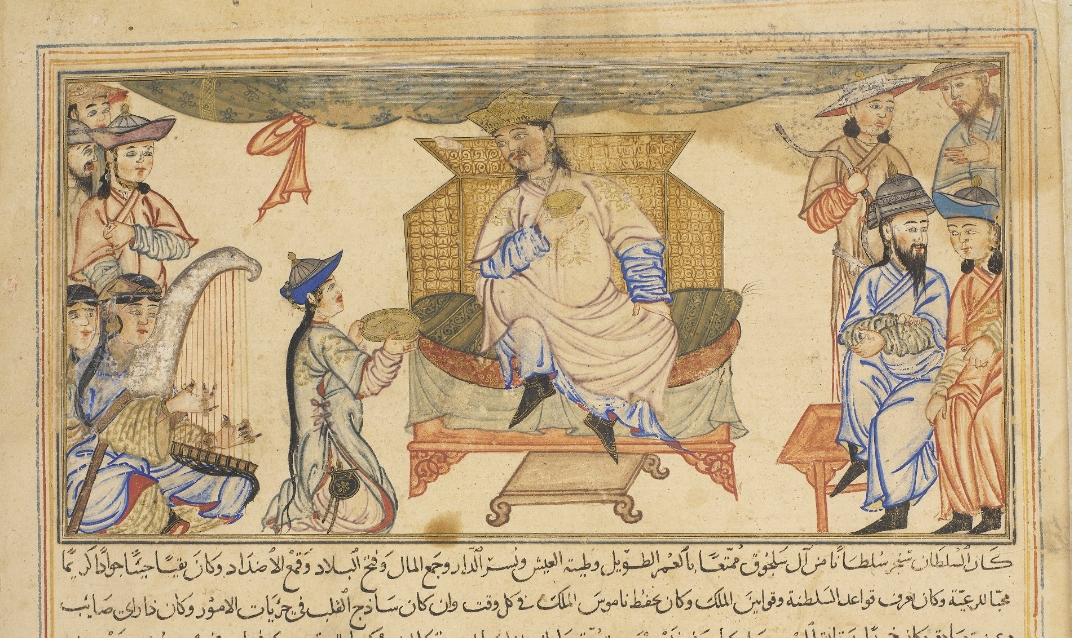
Krönung

Sandschar wurde 1096 von seinem älteren Halbbruder, Sultan Berk-Yaruq (reg. 1094–1104), zur Niederschlagung einer Revolte seines Onkels Arslan Arghun nach Chorasan entsandt. Bei seiner Ankunft war dieser bereits ermordet worden, so dass ihn Berk-Yaruq anschließend mit dem Osten der Provinz belehnte. Dort nahm er seinen Sitz in Balch und hatte 1097/8 gleich zwei Rebellionen von Seldschuken-Prinzen niederzuschlagen.
Als sich sein Bruder Muhammad 1098/9 gegen Berk-Yaruk erhob und damit einen langwierigen und kräftezehrenden Bruderkrieg begann, stellte sich Sandschar auf seine Seite. In der Gegenkombination holte sich Sultan Berk-Yaruq Hilfe bei dem Emir Habaschi ibn Altun-Taq, der damals Tabaristan und die zentralen und westlichen Teile Chorasans verwaltete, und dieser darüber hinaus bei den Ismailiten in Tabas. Die vereinigten Truppen wurden aber von Sandschar und seinen Emiren bei einem Platz namens Naushajan besiegt (1000). Habaschi wurde getötet und Berk-Yaruq zog sich nach Gorgan und später Isfahan zurück, während Sandschar seinen Sitz nach Merw verlegte.
Nach dem Fehlschlag verbündete sich Sultan Berk-Yaruq mit dem 1102 Transoxanien regierenden (Ost-)Karachaniden Qadir Chan Dschibrail b. Umar. Dieser kam, begünstigt durch den Treuebruch von Sandschars Emir Kün-Toghdi bis nach Tirmidh, wo er von Sandschar besiegt und getötet wurde (Juli 1102). Sandschar sandte danach Truppen nach Transoxanien und setzte seinen Schwager, den Karachaniden-Prinzen Muhammad (reg. 1102–1129), als neuen Herrscher (Arslan Chan) ein.
Um 1105/6 war Sandschars Machtposition in Chorasan soweit gefestigt, dass er sich auf einer Münze als „Malik des Ostens“ bezeichnete. Nominell unterstand er allerdings seinem Bruder Muhammad I. (reg. 1105–1118), der gleichzeitig als „erhabener Sultan“ betitelt wurde.

### Oberhaupt der Dynastie
Als Sultan Muhammad I. aber 1118 verstarb, setzte er sich in der Schlacht von Saveh (August 1119) gegen dessen vierzehnjährigen Sohn Mahmud (reg. 1118–31) durch. Auf Wunsch seiner Mutter behandelte er den Besiegten freundlich, verheiratete ihn mit einer seiner Töchter, gab ihm die meisten Besitzungen (Westpersien, Irak) zurück, ernannte aber dessen ranghöchste Beamten selbst und dominierte fortan das seldschukische Reich. Sein Name wurde von nun an in der Chutba zuerst gelesen und erschien auch einige Zeit auf Mahmuds Münzen.
Nach dem Tod Mahmuds II. (1131) unterstützte er zunächst die Thronansprüche von Muhammad Tapars Sohn Toghril (reg. 1132–34) und besiegte dessen Brüder und Rivalen Masud und Seldschuk 1132 bei Dinawar. Dann verlor er das Interesse an den Machtkämpfen, bemühte sich aber, die Ambitionen des Kalifen al-Mustarschid zu dämpfen und bediente sich zu diesem Zwecke des Atabegs Zengi (1132).

### Außenpolitik
Sandschar konnte das Reich nochmal vereinen und auch die bisherigen Vasallen unter seiner Oberherrschaft halten. So besetzte er z. B. 1130 Samarkand und ließ den  Karachaniden Muhammad II. Arslan Chan nach Merw deportieren, weil dieser ihm zu mächtig zu werden drohte. Vom Ghuriden-Fürsten Izz ad-Din Husain (reg. 1100–1146) erhielt er Waffen, Panzerhemden und Stahlhelme als Tribut, der Choresm-Schah Atsiz (reg. 1127–56) leistete Kriegsdienste und sogar der Ghaznawide Bahram Schah (reg. 1118–1151/7) war zu einem jährlichen Tribut von 250.000 Dinar verpflichtet. Sein Name wurde in der Chutba zwischen Mekka und Kaschgar verlesen.

### Katastrophe in der Katwansteppe
Aber 1141 musste Sandschar seinem Vasallen, dem Karachaniden Mahmud (reg. 1132–41), gegen die aus dem Osten herandrängenden Kara Kitai unter Yelü Dashi (reg. 1124–43) beistehen. Er verlor die Schlacht in der Katwansteppe (bzw. im Dirgham-Tal, 12 km vor Samarkand, am 9. September 1141). Seine Armee wurde in das Wadi abgedrängt, und er entkam nur mit einigen Leuten seiner Leibwache nach Tirmidh, etwa 30.000 Tote auf dem mehrere hundert Li (500 m) langen Schlachtfeld zurücklassend. Neben einer Anzahl Würdenträger geriet auch Sandschars Frau Terken Chatun, eine Tochter des Karachaniden Muhammad II., in Gefangenschaft.
Die Katastrophe verlangte in den zeitgenössischen Quellen nach einer Interpretation. Der Choresm-Schah Atsiz, welcher im Nachgang seiner (ersten) Rebellion gegen Sandschar noch 1140 Buchara einnahm und erst Anfang 1141 Frieden schloss, soll die Kara Kitai zum Eingreifen angestiftet haben. Ein weiterer Hilfesuchender sollen die Stammestruppen der Karachaniden (d. h. die Karluken) gewesen sein, gegen die Sandschar im Zuge seiner Hilfeleistung für Mahmud im Sommer 1141 auch noch vorging und deren Kompromissangebot er ablehnte. So wandten sich die Karluken an die Kara Kitai und es kam zum unhöflichen Briefwechsel zwischen Sandschar und Yelü Dashi; aber der Gür-Chan wusste über die Undiszipliniertheit von Sandschars zusammengewürfelten Streitkräften Bescheid und ließ sich von dessen Rhetorik nicht beeindrucken.
Übrigens bedeuteten die in den 1130ern zunehmenden Militäreinsätze eine hohe finanzielle Belastung für die Nomaden ebenso wie für die Sesshaften. Die Expedition von 1141 kostete allein 3 Millionen Dinar, ohne Geschenke für die Würdenträger und ähnliche Sonderausgaben.

### Revolten und Gefangenschaft
Nach der Katastrophe zerfiel sein Reich innerhalb weniger Jahre. Der Choresm-Schah Atsiz hoffte die Niederlage für sich nutzen zu können und besetzte Merw und Nischapur, konnte jedoch geschlagen und 1143/4 und 1147/8 vor Gurgandsch wieder zum Frieden gezwungen werden. Die Ghuriden rückten 1147 nach Herat vor, um dort eine Rebellion gegen Sandschar zu unterstützen. Ala ad-Din Husain von Ghur (reg. 1149–1161) stoppte die Tributzahlungen an Sandschar, wurde aber 1152 in der Nähe von Herat besiegt, gefangen genommen und gegen Lösegeld wieder freigelassen.
Die seldschukischen Stammestruppen (d. h. die Oghusen) im Raum Balch erwiesen sich als unzuverlässig, als sie die Ghuriden 1152 bei einem erfolgreichen Vorstoß auf diese Stadt unterstützten. Qumach, der dortige Statthalter, erhob die ohnehin drückenden Naturalsteuern von 24.000 Hammeln pro Jahr daraufhin immer brutaler und rückte mit 10.000 Mann gegen sie vor. Nach Qumachs Niederlage und Tod kam der Sultan selbst, lehnte die Wiedergutmachungsvorschläge der Oghusen ab und wurde prompt zweimal geschlagen (Oghusen-Anführer: Bachtiyar, Tuti Beg, Qorqut). Er musste Merw räumen und geriet dabei in Gefangenschaft. Danach fiel 1154 Nischapur. Bei dem Aufstand wurden u. a. die Residenzen Merw und Nischapur zerstört und allein in Nischapur acht Bibliotheken verbrannt.
Nach seiner Gefangennahme blieb Sandschar eine Zeitlang formal auf dem Thron und nur einige seiner Emire wurden von den Oghusen hinrichtet. Erst nach einem Fluchtversuch wurde er in einen Eisenkäfig gesteckt und zunehmend schlecht behandelt. Unterdessen fingen seine führerlosen Truppen überall zu plündern an, die Sekten erhoben sich, und die sozialen und religiösen Gegensätze im Reich kulminierten in einem, vom Dichter Anwari († 1187, „Die Tränen Chorasans“) beschriebenen blutigen Chaos.
Die loyalen Kräfte der Seldschuken setzten daher Sandschars Neffen Suleiman (Sohn Muhammads I.) auf den Thron, der auch schon vorher in Chorasan in der Chutba genannt wurde. Aber Suleiman wuchs die politische Lage 1154 über den Kopf und er floh nach Choresm und später nach Bagdad. Das Ansehen der Dynastie war so tief gesunken, dass die loyalen Kräfte nun den vertriebenen Karachaniden-Khan Mahmud (immerhin den Sohn von Sandschars Schwester) auf den Thron setzten. Der in Westpersien regierende Sultan Muhammad II. (reg. 1153–1160) stimmte der Thronerhebung zu und sandte Mahmud eine Ernennungsurkunde. Mahmud verhandelte gerade mit Atsiz wegen dessen Hilfsangebot gegen die Oghusen, als Sandschar im November 1156 den Oghusen entfloh und bald darauf in Merw starb. 

## Kultur und Gesellschaft
Zu Sandschars Regierungszeit wirkten u. a. der Dichter Anwari, der Anekdoten-Schriftsteller Nizami Aruzi († ca. 1160), der Philosoph al-Ghazālī (1058–1111) und der Physiker und Astronom al-Chazini († 1130, ein Lehrbuch der Mechanik: „Das Buch von der Waage der Weisheit“), der ein Schüler des Gelehrten und Dichters Omar Chayyām (1048–1131) war.
Religiöser Unfrieden, die Gewalt von und gegen religiöse Fraktionen, blieb auch in Sandschars Zeit lebendig. Wiederholt genannt wird hier die Batiniden-Sekte (auch Nizariten oder Ismailiten genannt). Sandschar ging mit seinem Statthalter in Nischapur, Fachr al-Mulk (ein Sohn Nizām al-Mulks), gegen die Batiniden vor, wobei Fachr al-Mulk 1106/7 ermordet wurde. Weiterhin marschierten 1126 Truppen unter dem Wesir Muin al-Mulk gegen die Ismailiten in Kuhistan. 1154 zogen 7000 Ismailiten gegen Chorasan, wurden aber auf dem Weg geschlagen.